# Неа Йония
Нѐа Йонѝя (на гръцки: Νέα Ιωνία) е град в Гърция. Населението му към 2011 г. е 67 134 жители, а площта – 4,421 кв. км. Намира се в часова зона UTC+2. Пощенският му код е 142 xx, телефонният – 210, а МПС кодът – Z. Част е от Атинския метрополен район и се намира в северната му част.